# بیت نکوفا
بیت نکوفا (به لاتین: Beit Nekofa) یک منطقهٔ مسکونی در اسرائیل است که در منطقه شورایی ماتیه یهودا واقع شده‌است.